# Guineea Ecuatorială
Republica Guineea Ecuatorială este o țară în Africa Centrală. Are granițe cu Camerun și Gabon. Ieșirea la Oceanul Atlantic se face prin Golful Guineei.

## Politică
Articol principal: Politica Republicii Guineea Ecuatorială
Portugalia a descoperit insulele în secolul al XV-lea și a cedat-o Spaniei în 1778. Dominația Portugaliei părții continentale s-a prelungit până în 1901.

### Independență și conducere
Guineea Ecuatorială a devenit independentă în 12 octombrie 1968, primind această independență de la Spania. De atunci, țara a avut doi conducători: Francisco Macías Nguema, fostul primar al orașului Mongomo sub sistemul spaniol de guvernământ colonial și nepotul său Teodoro Obiang Nguema Mbasogo care cu ajutorul unei lovituri de stat și-a executat unchiul și conduce statul din 1979.

### Constituția din 1982
În 1982 consituția îi oferă lui Obiang puteri extinse incluzând numirea și demiterea miniștrilor cabinetului, creare legilor prin decret, dizolvarea Camerei Reprezentanților, negociere și rectificarea tratatelor și chemarea alegerilor legislative. Obiang și-a reținut rolul de șef suprem al forțelor armate și de ministru al apărării. Primul ministru este numit de președinte și operează prin puterile desemnate de președinte. Primul ministru coordonează activitatea de guvernământ în alte zone decât afaceri externe, apărare națională și securitate.

### Istoria actuală
În 15 decembrie 2002, patru partide importante de opoziție au candidat pentru președinție. Obiang a câștigat alegere.

### Lovitură de stat?
În conformitate cu profilul BBC din martie 2004, politica internă a țării este dominată de tensiuni între fiul lui Obiang, Teodorin și alte rude apropiate cu poziții puternice în forțele de securitate. Tensiunile își pot avea originea în modificarea puterii care a fost cauzată de puternica creștere în 1997 a producției de petrol.
Un raport din noiembrie 2004 l-a desemnat pe Mark Thatcher ca susținător financiar al încercării de răsturnare a sistemului Obiang organizată în martie 2004 de Simon Mann.

## Economie
Principalele ramuri economice sunt agricultura și exploatările forestiere.
PIB (1995): 45% din agricultură, 28% din industrie, 27% din servicii.
Se cultivă cacao, cafea, palmieri, bananieri, orez, manioc, porumb, legume. Creșterea animalelor (ovine, bovine, caprine). Funcționează mici întreprinderi de cherestea, ciment, mobilă. Pescuit.
Exportă cacao-boabe, cafea, banane, lemn și importă produse din metal, mașini și utilaje industriale, combustibili, textile, produse alimentare.
Comerț extern cu Franța, Germania, Marea Britanie, Spania ș.a.
Căi rutiere: 2682 km.

## Provincii
Sunt șapte provincii ale Republicii Guineea Ecuatiorială:
- Provincia Annobón (capitala: Palé)
- Provincia Bioko Norte (Malabo)
- Provincia Bioko Sur (Luba)
- Provincia Centro Sur (Evinayong)
- Provincia Kié-Ntem (Ebebiyín)
- Provincia Litoral (Bata)
- Provincia Wele-Nzas (Mongomo)

## Geografie

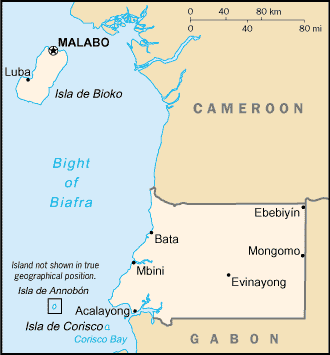
Harta politică a Guineii Ecuatoriale

Republica Guineea Ecuatorială este localizată în Africa centrală și de vest. Insula Bioko se află la aproximativ patru zeci de kilometri (două zeci și cinci mile) de Camerun. Insula Annobón se află la cinci sute nouă zeci și cinci de kilometri (trei sute șapte zeci de mile marine) la sud-vest de insula Bioko. Cea mai mare regiune continentală se află între Camerun și Gabon pe continent.
Relieful este caracterizat prin podiș (alt. 600-900 m, max. 1500 m) în partea continentală și de câmpie pe litoral. Clima este ecuatorială umedă.
Vegetație: păduri cu arbori de esențe prețioase (mahon, abanos, okoume); păduri de podișuri.
Faună: broaște țestoase, balene. Granița sudică este formată de paralela 1 a Pământului. Pe lângă insula Bioko Guineea Ecuatorială mai cuprinde și insulele Fernando Póo, Annobon, Corisco, Elobey. Este divizată în 7 provincii.

## Istorie
Articol principal: Istoria Republicii Guineea Ecuatorială
Primii locuitori ai regiunii se consideră a fi Pygmies, din care doar comunități izolate au mai rămas la nord de râul Muni. Migrațiile Bantu dintre secolele al XVII-lea și al XIX-lea au adus triburi de coastă și mai apoi locuitorii Fang. Bubi au emigrat spre Bioko din Camerun și râul Muni în mai multe rânduri și au urmat fostelor populații neolitice. Populația Annobon, nativă din Angola, a fost introdusă de portughezi prin Sao Tome.
Exploratorul portughez, Fernando Po (Fernão do Poo), căutând o rută spre India se consideră că ar fi descoperit insula Bioko în 1471. A numit-o Flor Formosa ("floare frumoasă"), dar în scurt timp a primit numele descoperitorului european. Portughezii au păstrat controlul până în 1778 când insula cu teritoriile adiacente și drepturile comerciale ale continentului între Nigeria și râul Ogoue au fost cedate Spaniei în schimbul teritoriilor din America de Sud (Tratatul El Parado). Din 1827 până în 1843, Marea Britanie a stabilit o bază pe insulă pentru combaterea sclavagismului. Porțunea de continent, râul Muni, a devenit un protectorat în 1885 și apoi o colonie în 1900. Conflictele de pe continent au încetat odată cu tratatul de la Paris și periodic, teritoriile de continent au fost unite administrativ sub conducere spaniolă. Între 1926 și 1959 au fost unite în colonia Guineea Spaniolă.

## Demografie
Articol principal: Demografia Republicii Guineea Ecuatorială
Majoritatea populației este de origine Bantu. Cel mai mare trib, Fang, este indigen pe continent dar s-au produs migrații substanțiale către Insula Bioko și dominația acestora asupra locuitorilor inițiali Bantu. Fang constituie 80% din populație și este divizată în 67 de clanuri. Cele din partea de nord a râului Muni vorbesc Fang-Ntumu pe când cei din sud vorbesc Fang-Okah; aceste două dialecte sunt ininteligibile din cealaltă parte. Populația Bubi constituie 15% și sunt indigenii insulei Bioko.
În plus, există triburi costale, câteodată denumite "Playeros": Ndowes, Bujebas, Balengues, și Bengas pe continent și insulele mici. "Fernandinos" constituie o comunitate creolă pe Bioko. Împreună, aceste grupuri formează 5% din populație. Este în creștere numărul de străini din țările vecine Camerun, Nigeria și Gabon. În 2001, au fost în jur de 280 de americani rezidenți în Guineea Ecuatorială.
Petrolul a contribuit la dublarea populației în Malabo.

## Cultură
Articol principal: Cultura Republicii Guineea Ecuatorială
- Listă de scriitori din Guineea Ecuatorială

## Mijloace de comunicare în masă
Forma cea mai dominantă în țară sunt cele trei stații radio FM operate de către stat. Sunt de asemenea cinci stații radio pe unde scurte.